# 聯豐亨保險
聯豐亨保險有限公司於1983年7月1日在澳門成立，註冊資本額為550萬澳門元，主要股東為大豐銀行、中銀集團保險有限公司、永亨銀行及誠興銀行。

## 主要業務
- 承保
- 營業
- 分保
- 理賠
- 資金投資等

## 行政架構
- 聯豐亨保險有限公司成立時由何賢先生擔任董事長，而監事會主席為何鴻燊先生。
- 1985年起，直至1999年5月由何厚鏵先生擔任公司董事長。
- 現任董事長為身兼大豐銀行董事長的馮嘉鋈先生。

## 公司架構
1992年底，澳門大豐銀行增資本公司，成為第一大股東，而當時的資產總值為2,400萬澳門元。1995年中國銀行澳門分行入股成為第二大股東。而當時的公司股東銀行包括有大豐銀行、中國銀行澳門分行、恒生保險、永亨銀行、誠興銀行、安盛保險(AXA GENERAL HK)，公司的資本額亦增至4,000萬元，成為澳門本地註冊資本額最大的保險公司。至今聯豐亨保險有限公司的資產總值已超逾一億澳門元。

## 關係企業
- 聯豐亨人壽保險股份有限公司：成立於2002年，主要股東為聯豐亨保險有限公司、廖創興保險有限公司、永亨銀行、永亨保險代理有限公司、永隆保險有限公司、上海商業銀行及銀和再保險有限公司，公司資本額為3,000萬澳門元。主要業務為人壽保險、壽險產品、醫療保險及私人退休基金。

## 外部連結
- 聯豐亨保險有限公司網頁  （页面存档备份，存于）
- 聯豐亨人壽保險股份有限公司網頁  （页面存档备份，存于）